# Charles Esche
Charles Esche (Harrogate, 1962) is een Brits museumdirecteur.
Esche werd op 1 augustus 2004 museumdirecteur van het Van Abbemuseum in Eindhoven. Onder zijn leiding maakte het museum een grootse tentoonstelling over Eindhoven/Istanboel. Daarna volgde onder meer Be(com)ing Dutch. Verder richtte hij zich vooral op educatie over de kunst. Tevens is of was hij adviseur van de Rijksacademie in Amsterdam. Esche is medeoprichter van Afterall Journal en Afterall Books en heeft veel over kunst geschreven. Een selectie daaruit is gepubliceerd in 2005 onder de titel Modest Proposals. Esche maakte deel uit van de jury van Turner Prize 2009.
Naast museumdirecteur is Esche ook voorzitter van Casco Art Institute, een non-profitorganisatie uit Utrecht.

## Erkenning[3]
- Princess Margriet Award (2012)
- CCS Bard College Prize for Curatorial Excellence (2014)